# Plectrohyla glandulosa
Espèce
Synonymes
- Hyla glandulosa Boulenger, 1883
- Plectrohyla cotzicensis Stuart, 1948

Statut de conservation UICN

 EN B2ab(iii) : En danger
Plectrohyla glandulosa est une espèce d'amphibiens de la famille des Hylidae.

## Répartition
Cette espèce est endémique du Guatemala. Elle se rencontre entre 2 400 et 3 500 m d'altitude sur la sierra Madre de Chiapas et la sierra de los Cuchumatanes,.

## Publication originale
- Boulenger, 1883 : Descriptions of new Species of Reptiles and Batrachians in the British Museum. Annals and Magazine of Natural History, sér. 5, vol. 12, no 21, p. 161-167 (texte intégral).